# Branišovice
Branišovice (en allemand : Frainspitz) est une commune du district de Brno-Campagne, dans la région de Moravie-du-Sud, en République tchèque. Sa population s'élevait à 603 habitants en 2020.

## Géographie
Branišovice se trouve à 8 km à l'ouest-sud-ouest de Pohořelice, à 29 km au sud-ouest de Brno et à 191 km au sud-est de Prague.
La commune est limitée par Olbramovice à l'ouest et au nord-ouest, par Šumice au nord-est, par Pohořelice à l'est, par Vlasatice et Trnové Pole au sud.

## Histoire
La première mention écrite de la localité date de 1222.